# Římskokatolická farnost Štěkeň
Římskokatolická farnost Štěkeň je územním společenstvím římských katolíků v rámci strakonického vikariátu Českobudějovické diecéze.

## O farnosti

### Historie
Plebánie ve Štěkni byla zřízena v roce 1357. Původně gotický farní kostel byl přestavěn barokně roku 1670. Od roku 1921 působilo ve Štěkni řeholní společenství tzv. Anglických panen (později přejmenovány na Congregatio Jesu). Sestry si pro své potřeby adaptovaly místní zámek a v jeho části zřídily dívčí penzionát. Za komunismu nesměly sestry ve Štěkni působit, vrátily se v roce 1990.

### Současnost
Farnost Štěkeň je spravována ex currendo knězem kongregace petrinů z Písku. Ve farnosti působí rovněž kněz řádu křižovníků s červenou hvězdou, který je duchovním správcem sester Congregatio Jesu.
| Kostel                     | Místo          | Bohoslužba                                       | Bohoslužba                      | Poznámka        |
| -------------------------- | -------------- | ------------------------------------------------ | ------------------------------- | --------------- |
| Kaple                      | Brusy          | neslouží se pravidelně                           | neslouží se pravidelně          | obecní kaple    |
| Kaple                      | Čejetice       | neslouží se pravidelně                           | neslouží se pravidelně          | obecní kaple    |
| Kaple sv. Jana Nepomuckého | Přešťovice     | neslouží se pravidelně                           | neslouží se pravidelně          | obecní kaple    |
| Kaple sv. Václava          | Rovná          | neslouží se pravidelně                           | neslouží se pravidelně          | obecní kaple    |
| Kostel sv. Máří Magdaleny  | Řepice         | neslouží se pravidelně                           | neslouží se pravidelně          | filiální kostel |
| Kaple                      | Slaník         | neslouží se pravidelně                           | neslouží se pravidelně          | obecní kaple    |
| Kostel sv. Mikuláše        | Štěkeň         | neděle                                           | 11.00                           | farní kostel    |
| Kaple                      | Štěkeň - zámek | neděle pondělí úterý středa čtvrtek pátek sobota | 9.00 8.00 17.30 8.00 17.30 8.00 | zámecká kaple   |
| Kaple                      | Vítkov         | neslouží se pravidelně                           | neslouží se pravidelně          | obecní kaple    |